# Luka Modrić
Luka Modrić [ˈluːka ˈmɔːdritɕ] (* 9. September 1985 in Zadar, SR Kroatien, SFR Jugoslawien) ist ein kroatischer Fußballspieler, der seit 2025 bei der AC Mailand unter Vertrag steht. Mit Real Madrid gewann er zahlreiche Titel, darunter viermal die spanische Meisterschaft und sechsmal die Champions League. Modrić gilt als einer der komplettesten Mittelfeldspieler aller Zeiten.
Modrić ist Kapitän und Rekordnationalspieler der kroatischen Nationalmannschaft. Er wurde mit dieser in Russland 2018 Vize-Weltmeister und als bester Spieler des Turniers mit dem Goldenen Ball ausgezeichnet. 2018 wurde er von France Football mit dem Ballon d’Or als „Weltfußballer des Jahres“ ausgezeichnet. Im selben Jahr wurde er zudem FIFA-Weltfußballer des Jahres und UEFA-Spieler des Jahres („Europas Fußballer des Jahres“).

## Frühe Jahre
Luka Modrić wuchs im Dorf Zaton Obrovački nahe seiner Geburtsstadt Zadar auf. Nach Ausbruch des Jugoslawienkrieges im Jahr 1991 wurden er und seine Familie von serbischen Freischärlern vertrieben, die zudem Modrićs Großvater und sechs weitere Zivilisten im Dezember 1991 im Dorf Jasenice ermordeten.

## Verein
Der Mittelfeldspieler begann in der Jugend unter Trainer Miodrag Paunović bei NK Zadar, einem Verein seiner Geburtsstadt. Von dort holten ihn Scouts des kroatischen Hauptstadtklubs Dinamo Zagreb 2001 in deren Nachwuchsabteilung. Als Jugendspieler unterschrieb er seinen ersten Profivertrag bei Dinamo Zagreb.
2003 verlieh man ihn an HŠK Zrinjski Mostar in die Premijer Liga nach Bosnien und Herzegowina, um ihn Erfahrungen im Profibereich sammeln zu lassen. Dort wurde er im Alter von 18 Jahren als bester Spieler der Premijer Liga ausgezeichnet. 2004 verlieh man ihn weiter an Inter Zaprešić. Ab 2005 spielte er wieder bei Dinamo Zagreb und war fester Bestandteil der ersten Mannschaft.
Nachdem Modrić bei der Europameisterschaft 2008 vor einem Millionenpublikum auf sich aufmerksam gemacht hatte, wechselte er in die Premier League zu Tottenham Hotspur. Dort etablierte er sich nach kurzer Zeit als Stammspieler und Spielmacher der Spurs.
Im Sommer 2012 bestreikte Modrić für zwei Tage das Training bei Tottenham Hotspur, um einen Wechsel zu Real Madrid zu erzwingen, da er die von seinem Verein geforderte Ablöse als zu hoch empfand. Tottenham Hotspur belegte Modrić mit einer Geldstrafe von 80.000 £. Er beendete seinen Streik, durfte jedoch nicht mehr am Mannschaftstraining teilnehmen; zwei Monate lang musste er alleine trainieren.
Am 27. August 2012 einigten sich beide Vereine auf einen Transfer. Modrić unterschrieb bei Real einen Fünfjahresvertrag. Die Ablöse betrug rund 35 Millionen €. Sein erstes Pflichtspiel bestritt Modrić beim Rückspiel des spanischen Supercups gegen den FC Barcelona. Am 3. Spieltag der Primera División gab er gegen den FC Granada sein Ligadebüt. Sein erstes Tor erzielte er am 10. Spieltag beim 4:0-Sieg gegen Real Saragossa. Bei Real Madrid prägte Modrić mit Spielern wie Cristiano Ronaldo, Karim Benzema, Gareth Bale, Isco, Sergio Ramos, Raphaël Varane, Dani Carvajal, Marcelo, Toni Kroos, Casemiro und Keylor Navas eine Ära. Neben dem Gewinn der Meisterschaft in den Spielzeiten 2016/17, 2019/20 und 2021/22 und der Copa del Rey in der Saison 2013/14 gewann er 2014, 2016, 2017, 2018, 2022 und 2024 die Champions League. Mit sechs Titeln in der Champions League ist er gemeinsam mit Francisco Gento, Dani Carvajal, Nacho und Toni Kroos Rekordsieger des Wettbewerbs. Hinzu kamen Gewinne des UEFA-Super-Cups, der Klub-Weltmeisterschaft und des spanischen Supercups. Im Halbfinalhinspiel der UEFA Champions League 2023/24 gegen den FC Bayern München am 30. April 2024 (2:2) wurde er mit 38 Jahren und 234 Tagen zum ältesten Spieler, der je für Real in der Champions League zum Einsatz kam. Am 3. Januar 2025 beim 2:1-Ligasieg über den FC Valencia wurde Modrić zum ältesten Spieler, der je für die Königlichen in einem Pflichtspiel ein Tor erzielte. Er traf in der 85. Minute zum zwischenzeitlichen 1:1-Ausgleich im Alter von 39 Jahren und 116 Tagen. Drei Tage später beim 5:0-Sieg in der Runde der letzten 32 gegen CD Minera traf er erstmals überhaupt in der Copa del Rey. Beim Tor zum 4:0-Zwischenstand war er 39 Jahre und 119 Tage alt.
Sein letztes Spiel für Real absolvierte er bei der 0:4-Niederlage gegen Paris Saint-Germain im Halbfinale der Klub-Weltmeisterschaft 2025. Modrić verließ Real nach 13 Jahren.
Wegen seiner Statur und seiner langen Haare wird Modrić, seit er in Madrid spielt, auch el pony genannt.
Im Juli 2025 wechselte er zu AC Mailand.

## Nationalmannschaft

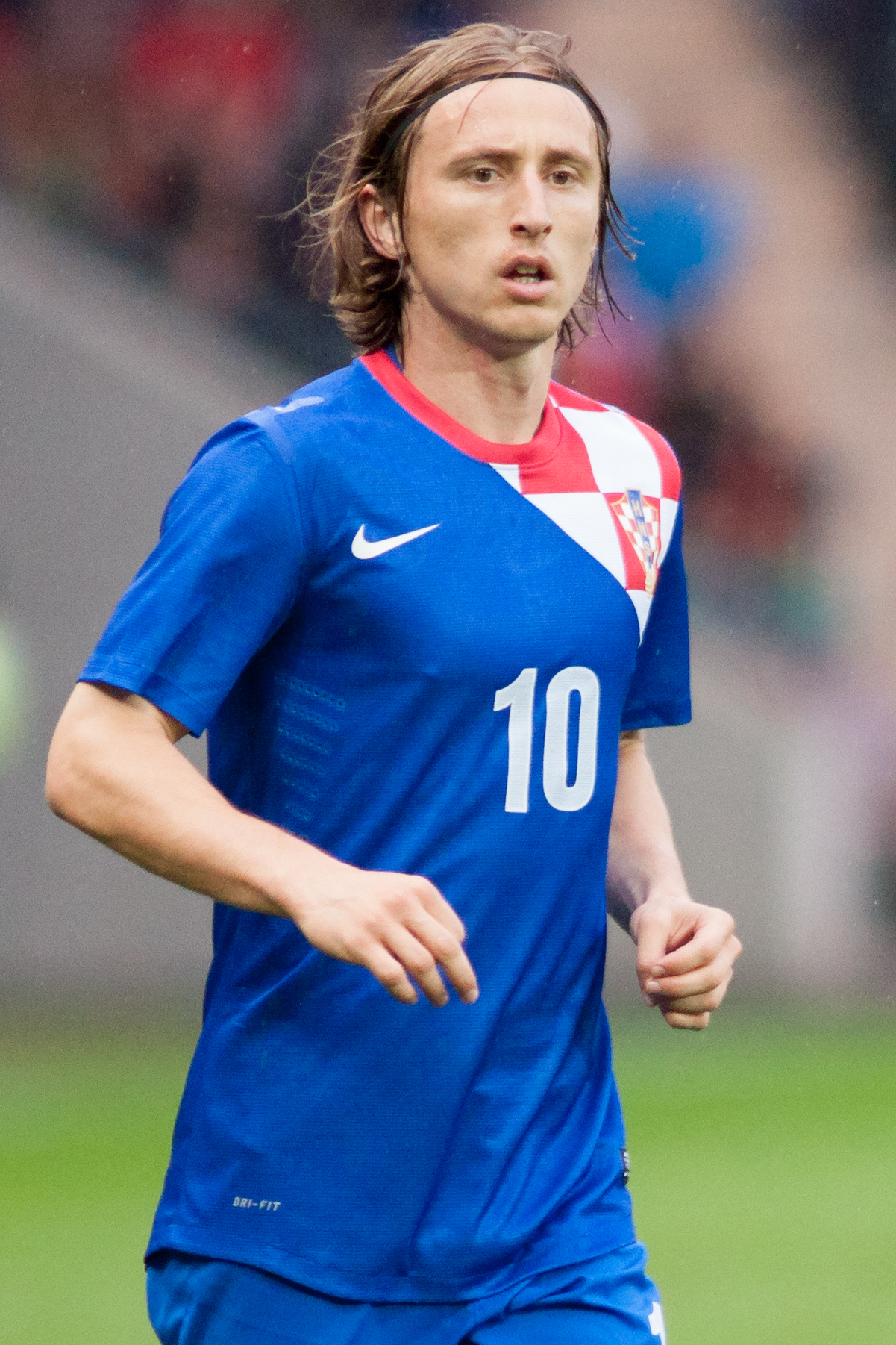
Modrić im Nationaltrikot Kroatiens (2013)

Luka Modrić durchlief als Jugendlicher alle kroatischen Nachwuchsmannschaften und war Kapitän der U21-Auswahl.
Mit 20 Jahren debütierte Modrić am 1. März 2006 im Freundschaftsspiel gegen Argentinien in der A-Mannschaft. In der Folge stand er im Kader Kroatiens bei der Weltmeisterschaft 2006 und ist seit der Saison 2006/07 fester Bestandteil des Teams. Sein erstes Tor erzielte er am 16. August 2006 im Freundschaftsspiel gegen Italien. Bei der Europameisterschaft 2008 schoss Modrić im ersten Spiel sein erstes Tor in einem Turnier mit dem Siegtreffer zum 1:0 im Spiel gegen Österreich. Im Viertelfinale gegen die Türkei gab er kurz vor Ende der Verlängerung die Vorlage zum 1:0, verschoss aber als erster Schütze im Elfmeterschießen.
Auch für die folgenden großen Turniere, die EM 2012, WM 2014 und EM 2016, wurde Modrić nominiert. Während die Mannschaft 2012 und 2014 bereits in der Vorrunde ausschied, gelang dem Aufgebot 2016 der Einzug ins Achtelfinale, es scheiterte aber in der Verlängerung an Portugal.
Bei der Weltmeisterschaft 2018 in Russland war Modrić ebenfalls Teil des kroatischen Aufgebots, dass er als Mannschaftskapitän anführte. Im Auftaktspiel gegen Nigeria traf er zum 2:0-Endstand, beim 3:0 gegen Argentinien erzielte er ebenfalls das zweite Tor. Im Achtelfinale gegen Dänemark scheiterte Modrić wenige Minuten vor Ende der Verlängerung mit einem Foulelfmeter gegen den dänischen Torwart Kasper Schmeichel. Im anschließenden Elfmeterschießen jedoch verwandelte er seinen Elfmeter sicher und erreichte mit der Mannschaft das Viertelfinale. Im siegreichen Viertelfinale gegen Russland kam es erneut zum Elfmeterschießen, wieder versenkte Modrić seinen Schuss im Tor. Im Halbfinale wurde England 2:1 in der Verlängerung bezwungen. Kroatien und Modrić standen in der Folge erstmals in einem WM-Finale, verloren jedoch 2:4 gegen Frankreich. Nach dem Turnier wurde er von der FIFA mit dem Goldenen Ball als bester Spieler des Turniers ausgezeichnet.
Am 27. März 2021 überholte der Mittelfeldspieler mit seinem 135. Einsatz den nicht mehr aktiven Darijo Srna und wurde zum alleinigen Rekordspieler seines Heimatlandes.
Bei der Europameisterschaft 2021 war er Bestandteil des kroatischen Kaders, welcher bei dem Turnier im Achtelfinale gegen Spanien ausschied.
Bei der Weltmeisterschaft 2022 erreichte er mit der kroatischen Mannschaft den dritten Platz: Im Spiel um Platz 3 gewann Kroatien gegen die Auswahl aus Marokko mit 2:1.
Bei der UEFA Nations League 2022/23 erreichte Modrić mit Kroatien ein weiteres Endspiel, welches jedoch im Finale gegen Spanien im Elfmeterschießen verloren ging.
Durch sein zwischenzeitliches 1:0 gegen Italien (1:1) im letzten Gruppenspiel der Europameisterschaft 2024 wurde Modrić der älteste Torschütze in der EM-Geschichte mit 38 Jahren und 289 Tagen. Nach dem Spiel gab er bekannt, seine Karriere fortsetzen zu wollen, ob sich dies jedoch auf die Vereinsebene oder auf die Nationalmannschaftskarriere bezog, blieb zunächst offen.

## Titel und Auszeichnungen

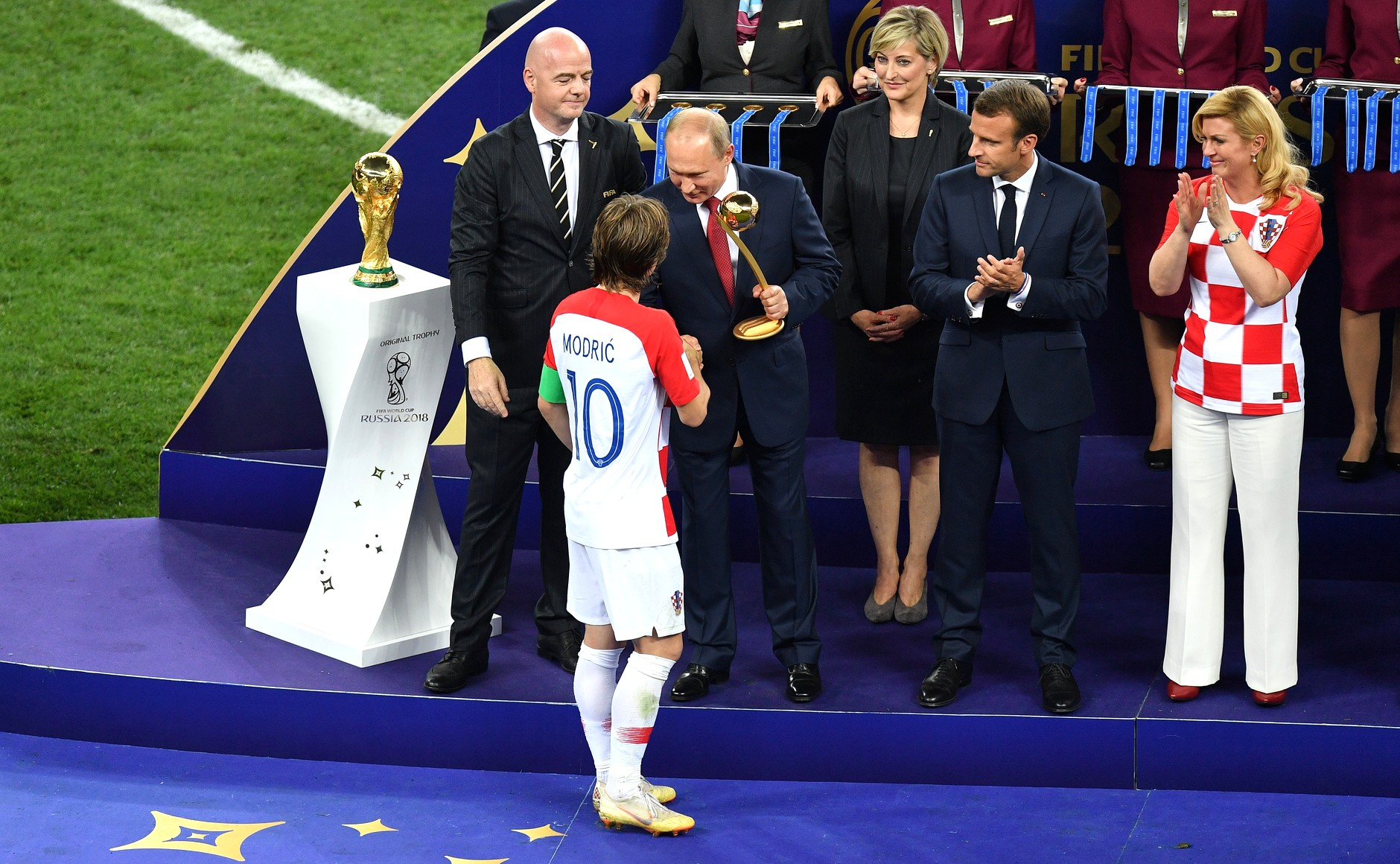
Fußball-WM 2018: Luka Modrić erhält vom russischen Präsidenten Wladimir Putin den Goldenen Ball als bester Spieler des Turniers

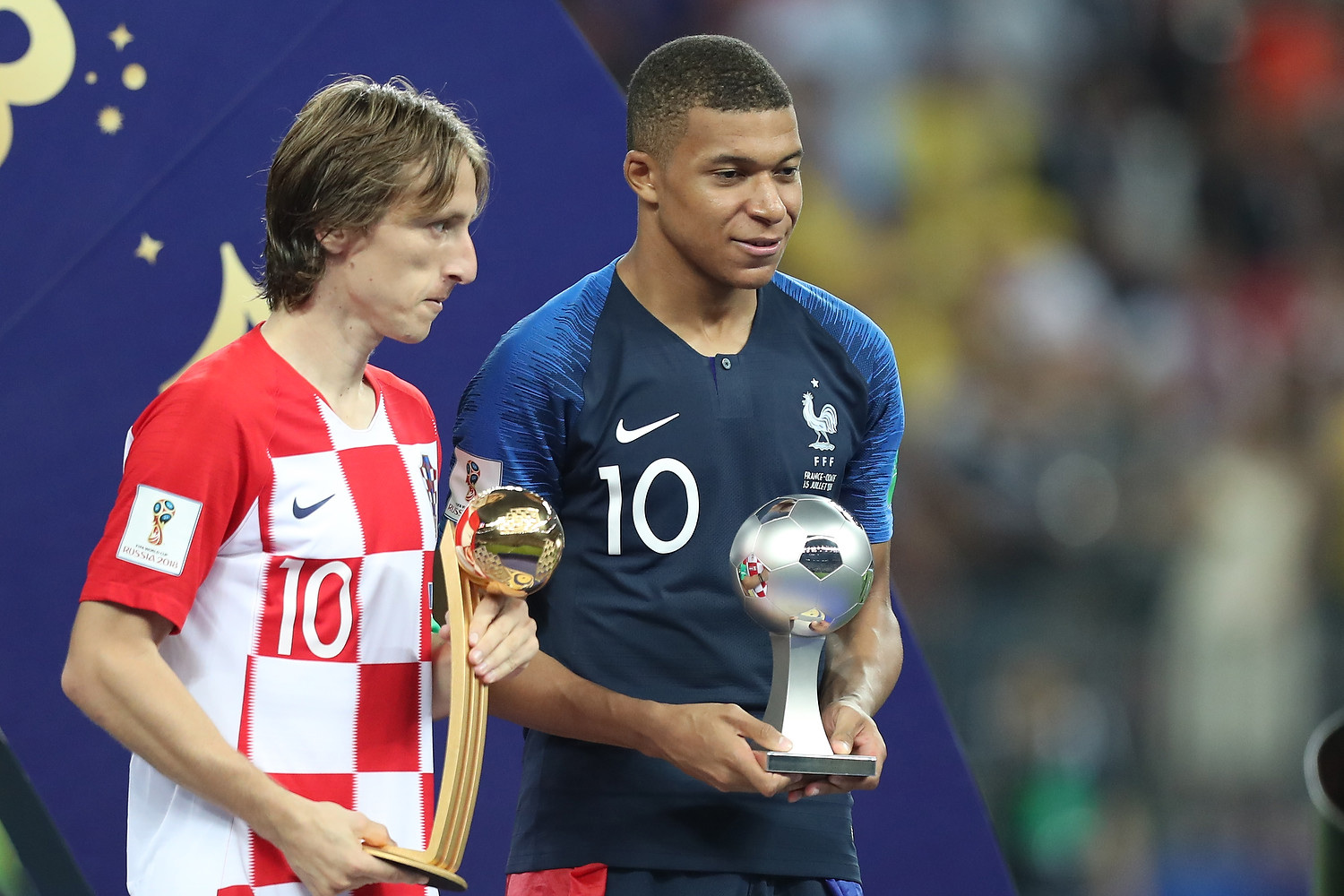
Fußball-WM 2018: Modrić mit dem goldenen Ball neben dem besten jungen Spieler Kylian Mbappé

### Nationalmannschaft
- Vize-Weltmeister: 2018
- WM-Bronze, Platz 3: 2022
- UEFA-Nations-League-Finalist: 2023

### Verein
International
- Champions-League-Sieger (6): 2014, 2016, 2017, 2018, 2022, 2024
- Klub-Weltmeister (4): 2016, 2017, 2018, 2022
- Interkontinental-Pokalsieger: 2024
- UEFA-Super-Cup-Sieger (5): 2014, 2016, 2017, 2022, 2024

Kroatien
- Meister (3): 2006, 2007, 2008
- Pokalsieger (2): 2007, 2008
- Supercupsieger: 2006

Spanien
- Meister (4): 2017, 2020, 2022, 2024
- Pokalsieger (2): 2014, 2023
- Supercupsieger (5): 2012, 2017, 2020, 2022, 2024

### Persönliche Auszeichnungen und Ehrungen
- Ballon d’Or („Weltfußballer des Jahres“): 2018
- FIFA-Weltfußballer des Jahres: 2018
- UEFA-Spieler des Jahres („Europas Fußballer des Jahres“): 2018
- Goldener Ball der FIFA-Weltmeisterschaft: 2018
- Kroatiens Fußballer des Jahres (10): 2007, 2008, 2011, 2014, 2016, 2017, 2018, 2019, 2020, 2022
- Kroatiens Nachwuchsspieler des Jahres: 2004
- Bester Spieler der kroatischen Liga: 2008
- FIFA FIFPro World XI (6): 2015, 2016, 2017, 2018, 2019, 2022
- UEFA Team of the Year (3): 2016, 2017, 2018
- All-Star-Team der Europameisterschaft: 2008[22]
- Bester Mittelfeldspieler der UEFA Champions League (2): 2016/17, 2017/18
- Bester Mittelfeldspieler in der Primera División (2): 2013/14, 2015/16
- Goldener Ball der FIFA-Klub-Weltmeisterschaft: 2017
- IFFHS Weltspielmacher: 2018
- Marca Leyenda für sein Lebenswerk: 2022[23]
- Bei einer im Jahr 2023 von Dinamo Zagreb durchgeführten Umfrage, welcher Spieler das größte Fußballtalent Kroatiens sei, konnte zwischen vier Kandidaten gewählt werden. Zvonimir Boban, Robert Prosinečki, Mateo Kovačić und Luka Modrić standen zur Wahl, die Modrić mit 45 Prozent der Stimmen für sich entscheiden konnte.[24]
  - Da er die Umfrage gewann, wurde am 26. April 2023 zu seinen Ehren der neueste der vier Trainingsplätze des Clubs in „Teren Luka Modrić“ (Luka-Modrić-Spielfeld) umbenannt.[25]

## Persönliches
Im Mai 2010 heiratete Modrić seine langjährige Freundin Vanja Bosnić. Trauzeuge war Vedran Ćorluka. Im Juni 2010 kam ihr gemeinsamer Sohn zur Welt und im April 2013 ihre erste gemeinsame Tochter. Im Oktober 2017 wurde ihr drittes Kind, eine weitere Tochter, geboren.
Im April 2025 wurde Modrić Minderheitsmiteigentümer des walisischen Fußballvereins Swansea City.
Modrić spricht Kroatisch, Englisch und Spanisch.

## Steuerhinterziehung
Modrić wurde wegen Steuerhinterziehung verurteilt und akzeptierte die Haftstrafe dazu. In zwei Fällen wurde er für schuldig erklärt, die Haftstrafe belief sich auf acht Monate. Bei der Vermarktung seiner Bildrechte soll er rund 870.000 Euro am spanischen Fiskus vorbeigeschleust haben, und zwar über eine von seiner Frau geleitete und nach seinem Sohn benannte Gesellschaft in Luxemburg. Mit der Staatsanwaltschaft wurde eine Nachzahlung von rund 348.000 Euro vereinbart. Um die Haftstrafe nicht antreten zu müssen, musste der Spieler 60.000 Euro zusätzlich zahlen.